# Modus operandi
Modus operandi (plural: modi operandi) é uma expressão em latim que significa "modo de operar". Utilizada para designar uma maneira de agir, operar ou executar uma atividade seguindo geralmente os mesmos procedimentos. Tratando esses procedimentos como se fossem códigos.

## Na administração
Em administração de empresas, modus operandi designa a maneira de realizar determinada tarefa segundo um padrão pré-estabelecido que dita a forma esperada de como proceder nos seus processos, rotinas etc.